# 9321 Alexkonopliv
A 9321 Alexkonopliv (ideiglenes jelöléssel 1989 AK) a Naprendszer kisbolygóövében található aszteroida. Takuo Kojima fedezte fel 1989. január 5-én.